# Алольская волость

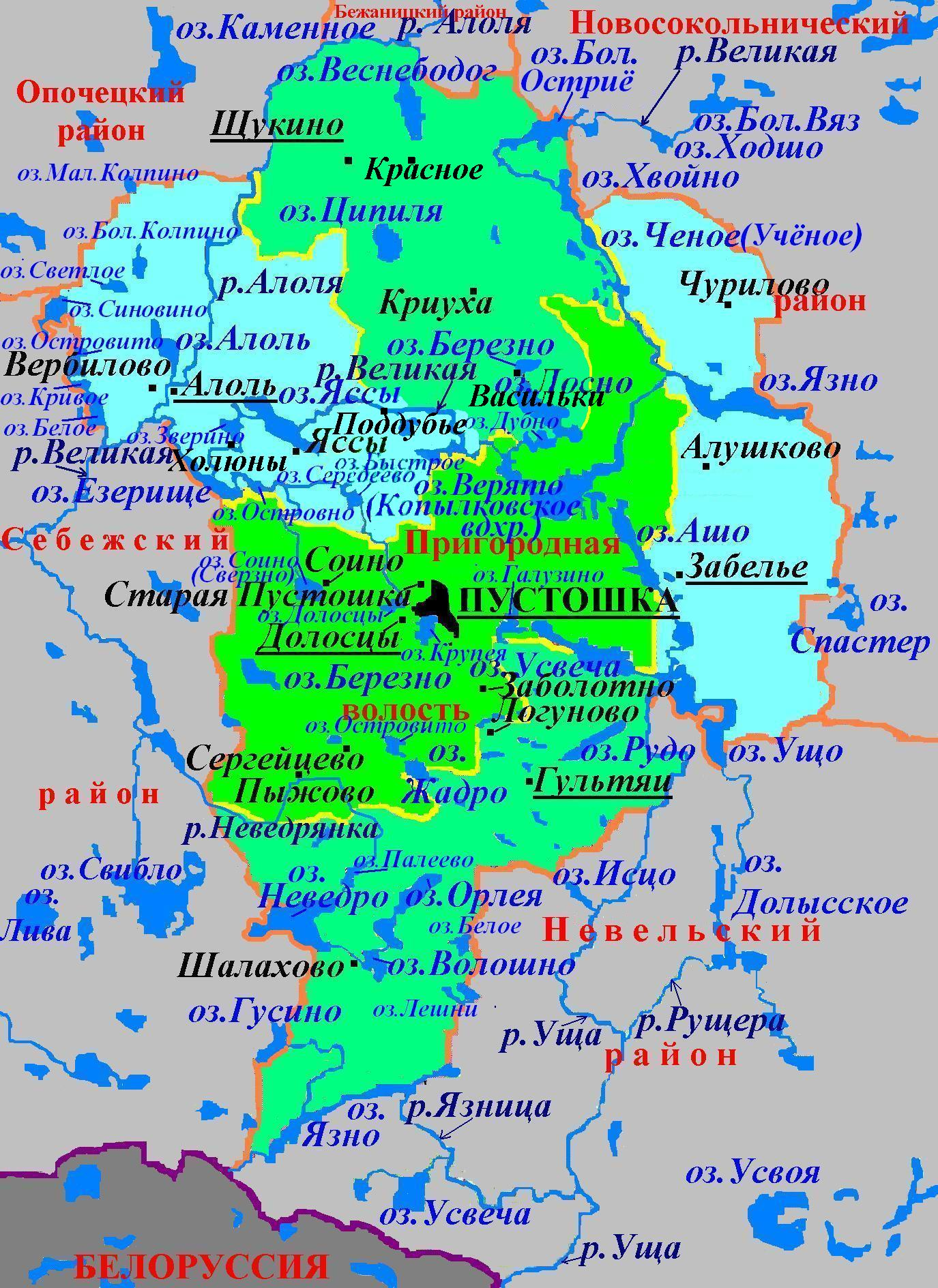
Волости Пустошкинского района

Алольская волость — административно-территориальная единица 3-го уровня и муниципальное образование со статусом сельского поселения в Пустошкинском районе Псковской области России.
Административный центр — деревня Алоль.

## География
Территория волости граничит на востоке с Щукинской, на юге — с Пригородной волостями Пустошкинского района, на западе — с Себежским районом, на севере — с Опочецким районом Псковской области.
На территории волости расположены озёра: Яссы или Ясское (5,4 км², глубиной до 24 м), Езерище (бассейна реки Великой; 3,2 км², глубиной до 5,5 м), Алоль или Мясовское (2,7 км², глубиной до 16 м), Белое (бассейна реки Великой; 1,8 км², глубиной до 23 м), Синовино (1,2 км², глубиной до 19,7 м), Зверино (1,2 км², глубиной до 6 м), Островито (к северу от озера Белое; 1,1 км², глубиной до 16 м), Середеево (1,0 км², глубиной до 7 м), Островно (к юго-востоку от озера Езерище; 0,9 км², глубиной до 3,3 м), Большое Колпино (0,9 км², глубиной до 8,5 м), Кривое (0,7 км², глубиной до 17,6 м), Светлое (0,7 км², глубиной до 21,5 м) и др.

## Население
| 2010 | 2012 | 2013  | 2014 | 2015 | 2016 | 2017 |
| ---- | ---- | ----- | ---- | ---- | ---- | ---- |
| 1003 | ↘999 | ↗1005 | ↘981 | ↘942 | ↘927 | ↘922 |
| 2018 | 2019 | 2020  | 2021 |      |      |      |
| ↘885 | ↘861 | ↘845  | ↘841 |      |      |      |

## Населённые пункты
В состав Алольской волости входят 49 населённых пунктов, в том числе одна станция и 48 деревень:
| №  | Населённый пункт | Тип     | Население |
| -- | ---------------- | ------- | --------- |
| 1  | Аболенье         | деревня | ↘2        |
| 2  | Алешнюги         | деревня | ↘10       |
| 3  | Алоль            | деревня | ↘162      |
| 4  | Балаши           | станция | →0        |
| 5  | Балашово         | деревня | ↗8        |
| 6  | Бордино          | деревня | →0        |
| 7  | Ботаково         | деревня | ↘6        |
| 8  | Бубново          | деревня | ↘20       |
| 9  | Быково           | деревня | ↘9        |
| 10 | Великая          | деревня | →0        |
| 11 | Вербилово        | деревня | ↘252      |
| 12 | Гаврильцево      | деревня | 0         |
| 13 | Гаврильцево      | деревня | 3         |
| 14 | Гаево            | деревня | →12       |
| 15 | Гришина Гора     | деревня | ↗3        |
| 16 | Дракуново        | деревня | ↗8        |
| 17 | Евахново         | деревня | ↘4        |
| 18 | Ермолово         | деревня | ↘8        |
| 19 | Заозерье         | деревня | ↘5        |
| 20 | Заречье          | деревня | ↘22       |
| 21 | Застаринье       | деревня | →0        |
| 22 | Зуи              | деревня | →5        |
| 23 | Киселево         | деревня | ↘0        |
| 24 | Кисели           | деревня | ↗19       |
| 25 | Комово           | деревня | ↘6        |
| 26 | Коренево         | деревня | →0        |
| 27 | Лобачи           | деревня | ↘6        |
| 28 | Лужи             | деревня | →0        |
| 29 | Максим-Погост    | деревня | ↘4        |
| 30 | Маслово          | деревня | ↘0        |
| 31 | Микульчино       | деревня | →0        |
| 32 | Мошки            | деревня | ↘0        |
| 33 | Мясово           | деревня | ↘26       |
| 34 | Новики           | деревня | →0        |
| 35 | Ночлегово        | деревня | ↗20       |
| 36 | Поддубье         | деревня | ↘200      |
| 37 | Середеево        | деревня | ↘17       |
| 38 | Серпуниха        | деревня | →1        |
| 39 | Симоново         | деревня | 2         |
| 40 | Симоново         | деревня | 11        |
| 41 | Стайки           | деревня | ↘0        |
| 42 | Усохи            | деревня | ↗17       |
| 43 | Устье            | деревня | ↘4        |
| 44 | Фомкино          | деревня | ↘4        |
| 45 | Холюны           | деревня | ↘53       |
| 46 | Хордышево        | деревня | →0        |
| 47 | Шумихи           | деревня | ↘0        |
| 48 | Яссы             | деревня | ↘67       |
| 49 | Яшково           | деревня | ↘7        |

## История
Постановлением Псковского областного Собрания депутатов от 26 января 1995 года все сельсоветы в Псковской области были переименованы в волости, в том числе Алольский сельсовет был превращён в Алольскую волость.
Законом Псковской области от 28 февраля 2005 года в границах Алольской волости и 6 деревень (Быково, Высоцкое, Маслово, Поддубье, Середеево, Симоново) упразднённой Васильковской волости было также создано муниципальное образование Алольская волость со статусом сельского поселения с 1 января 2006 года в составе муниципального образования Пустошкинский район со статусом муниципального района. В 2014 году деревня Высоцкое была исключена из перечня населённых пунктов Алольской волости: деревня Высоцкое учитывается в перечне населённых пунктов Щукинской волости.